# スパローズのギリギリセーフ!?
『スパローズのギリギリセーフ!?』は、2011年7月14日からインターネットテレビ、ニコニコ生放送のニコジョッキーチャンネルやFC2ライブ、AbemaTVで配信しているトークバラエティ番組である。

## 概要
エロパラとは逆にエロを厳禁とする趣旨で配信。「エロはご法度。ユーザーと共に作っていくエロと笑いと変態を追及する番組で可愛い事は他でやって。」本当にえろい事もなく笑いだけの時もある。森田と果穂曰く「くずみたいじゃなくて、くず番組。げすい仕事。」。ズラサンによると「これ以上やるとただのエロになってしまう。」。視聴者を置き去りにし、大和とズラサンの趣味に合わせる番組。
2013年2月、流れ星の番組の移動に伴い毎週配信になり、『ギリギリアウト』にリニューアルするはずだったが、同名番組があるため『スパローズのギリギリアウツ!?』になった。
2011年7月14日より、チャンネルニコジョッキーにて隔週木曜（22時 - 22時55分）で配信が行われることになった。"放送事故"ならぬ配信事故があると次回はノーパンデーで謝罪する。最初の5分間は無料で、コメントを見るだけなら最後までタダ。約20分はフリートークになった。生配信でしかコメントできない。月額会員だとアーカイブも見放題。アーカイブは2012年2月に開始して6月現在4本まである。2013年4月時点で18本まで。初期は企画のアンケートを取り、50%以下なら廃止になり90%を超えた企画もあった。

## 出演者

### レギュラー
- スパローズ森田悟 - 実質上のMCで、大和は台本を見なくなり、果穂は新人が見学に来た18回目で初めて見た。果穂をチヤホヤするより番組を面白くしたいと言ったが、ゴージャス村上の決定により過保護SPが続いた。
- スパローズ大和一孝 - この番組を見て「ファン辞めそうです」と言われたが[誰?]「見る目がなかったんだよ」などと言い、女を貶したいドSキャラ。いかれた企画を数多く発案。困った時は「アフリカが」と言う。アイススケーベにペアで出場することもある。

### ゲスト
- かすみ果穂（月1） - 大和によく弄られるが底の見えない名女優などと尊敬されている。トイレとがんしゃのコーナーが大嫌い。がんしゃで貶されて来るのが怖くなったというので、過保護SPが行われた。新企画の実験台にされることから、モルモットかすみと呼ばれている。政治や経済の質問、鮪は事務所的にNG。特番と#10は休み。
- ロータスグループかプライムエージェンシーに所属する女性。
- 佐山愛、範田紗々、小林さや、舞阪エリル、前田優希、姫野ゆうり、篠宮ゆり、北条麻妃、竹内紗里奈、小倉もも、辺見麻衣、東尾真子、綾瀬れん、葵野まりん、富田麻帆、さくら悠、鏡麗子、滝川かのん、#29仁科百華、北川エリカ、他

## コーナー
この中から2 - 3個をゲストが選ぶ。

### トーク系コーナー
トイレで解放Q&A
流れ星が浣腸をした汚くて水漏れする狭いトイレに入って、歌ったり答えさせたりする。ぎりぎりで残った。スパローズはワイプになり扉が写る。トイレが撤去されたので、小屋Q&Aになり物置になった。

### クイズ・ゲーム系コーナー
ドSとドMの学力テスト
大和がドS教師になって九九などをさせる。
サバイバー
マジックで火を起こすか、すりこ木を紙やすりで削りダンボールに刺さったら45,450円がもらえる。及川奈央からの差し入れが玉になり後でスタッフが食べるが、削りかすがかかる事もあった。
ポスター貼り
椅子に上がって貼る。巨乳は胸で貼る。
健康診断
口の中を見たりラップでチュウチュウなど。

### 投稿系コーナー
保健体育
大喜利で選ばれた人は、眼鏡をかけた果穂先生に褒めてもらえる。選ばれた人は自分がSかMを答える。お題はゴージャス村上が考える。
お題はサンタクリトリース、初詣のえろいお願い、やれるチョコの渡し方、このAV男優早く帰りたそう何で? など。
画面に喋りかけろ、略してガンシャ
画面に文字を打ち込んで、ぶっかけを表現する。○〜〜や色で尿や血になる。チヤホヤや貶しバージョンもある。
きゃりーもみゅもみゅ
#18開始。1もみ2もみ3もみと重ならない様にコメントしていき、その回数分、自分で胸を揉む。もみ以外のコメントとツイッターで談合はダメ。支持率約88%。

### 実技系コーナー
ハンカチ王子
トイレに入って手を濡らして垂らしたり、トイレットペーパーで巻いたりした。大和企画。
オッパワースポット
画面に手をかざして、おっぱいからパワーを受け取る。信じないとダメ。支持率約65%。
鮪。マグロの玩具に乗ってもらったりする。
へそ煙草。へそにタバコを入れて挟む。
など

### 告知
アイススケーベ世界選手権
最後にやる。ゲストが棒アイスを舐めて大和が芸術点、スピード、イマラチ度の各10点で評価し、20点以上だと告知ができる（2012年5月、イラマチオ度になりアイデア度が加わった）。唾を垂らすと失格。最低点はかすみ果穂の12点。最高点は小林さやの1兆点で、これに420点のかすみ果穂が続く。アマ、エキシビジョン、Jr大会などもある。果穂は毎回パターンを変えて出場して殿堂入りしたので点数に関係なく告知できる。ノーハンド大会に大和やズラサンがペア演技に参加することがある。

## スパローズのギリギリアウツ!?
変更されたことなど。
- ゴージャス村上が来られるように2016年7月より月曜日に移動する。
- 電源が落ちたらパンストを破る、スイッチ入れっぱなし、スギちゃんコスプレ、大和パンツ1丁（略称ヤマパン）で配信する。
- ゲストに老犬を見せて緊張を和らげる（2013年4月、諸事情により休止中。たまに復活することもあるが引退宣言した。）。
- ボタン男優を時給3,000円スタート（成果により上下する。アベノミクス効果で上がった。）で雇いボタンを押すだけだが、最終兵器を入れる事さえ忘れる。
- 時間がなくなった場合は、アイススケーベかアハーン知恵袋をアンケートで決定するが、大喜利になることが多い。
- 2013年5、6月の＃54、55、57、60は無料で配信した。
- かすみ果穂の希望で、(笑いなし)セクシーだけよSPが#59と64の2回配信された。通常回SPも行われた（2013年）。
- スパローズが忙しくなってきたので若手に出演権を売ろうとしている。
- 星野あかりの様に手作り弁当を持って来てもいい。
- 2015年(#140)からスパローズが忙しくなったので隔週になった。
- 2015年、最終兵器が視聴者から送られたドドンパに代わった。
- 2015年、森田がボリビアに行っている間、カピパラが代わりに出演しているが「司会ができなくてもキャイ〜ンの天野を連れて来てくれればいい。」と言われるほど芸は駄目だが、心配りができ交友関係が広い。
- 2015年12月24日には対決特番「♯161成田愛対桃宮ももクリスマス大決戦!SP」が配信され、2015年お薦め女優No,1に桃宮がなり、ズラサンから約4000円もらう。スパローズが酒を断り、大和が台本を15年ぶりにちゃんと読み、いつもは来ないゴージャス村上が13個の新企画を考えてくる気合の入った回となった。対決内容は、1万円くれたら大喜利。なりきりゾンビ対決。振り返り胸キュン・いかれたワード対決。ケツバット対決。スタジオの外で大声でえろい事を叫ぶ。四足徒競走。英語対決。写メ対決など。視聴者からのメールも採点対象になった。成田愛は視聴者作成の登場曲「成田残念音頭」で1ポイント獲得した。
- 2016年、アメジョッキー（AbemaTV FRESH!)で1部無料再配信している。10月24日に最終回が配信される。
- 初ビデ体験や聖水特集、直前に特殊詐欺犯から電子マネーを買って来て」という連絡があったので、買いに行くふりをしながら配信などもあった。PCに詳しい人がいないでスタッフ2人で配信した回は、配信開始が遅れた。
- 2016年10月24日に行われた#181最終回は本当にエロはなくMVPを決める対決となり、ゴージャス村上がやる気を出した。スパローズが売れて番組が終了した。

### コーナー
フリートーク約25分。無料の5分はスパローズの近況。メール、プレゼント、花、視聴者によるDVDの紹介、質問など。メールの98%は常連によるもの。

#### アンケート系コーナー
クイズエロモネア
ゲストの答えを当てる。2択3択4択と段々選択肢が増えていく。問題はゴージャス村上が作成。アンケートで多い方を視聴者の答えとする。段々選択肢が多くなっていくにつれ成功報酬も上がり、最終問題に正解すれば視聴者の要望に応える。ドロップアウトすると報酬が貰える。1問正解でゴージャスの隠語読み。乳首ぎり見せ、ペニパン腰振りなど。#109の浪漫と手マンで100%が出た。#134ともう1回だけ全問正解が出た。
早く終わった場合は、もみスギちゃんが行われる。きゃりーもみゅもみゅと同じだが語尾に「もみゅ」ではなく「だぜぇ」を付ける。配信が止まった時のお詫びのコスプレはスギちゃん。揉み過ぎてブラジャーが壊れるなどのハプニングもあった。

#### アハーン知恵袋
大喜利。ベストアンサーに選ばれた人は名前付きで一言ほめてもらえる。お題はゴージャス村上が作成。“ゴードコ？”とは、ゴージャス村上、どこで問題を考えた?の略である。

#### FC2の皆さんゴチになります
2014年4月開始。安いニコジョッキーで見ている人は、FC2ユーザーに敬語でお願いしてゴチになるコーナー。チップを払えばリクエストに応じるが、45P(シコシコ）や58P(ゴーヤ）など意味のないチップも多い。スパローズの一押しコントは8000p。大和の裸は80万pで見せて番組と縁を切る。老犬復活は3000p。ぶりっこ500Pなど。ズラサンには7掛けで入る。大和は相当面白くないと安いニコジョッキーのコメントは読まない。企画会議では「それ売春じゃねえ？」となった問題企画。

#### アイススケーベ世界選手権ビギナーズ大会
最後に行われる。ゲストが棒アイス等を舐めて大和が芸術点、スピード、うぶ度の各10点で評価し、20点以上だと告知ができる。ブラジル大会など色んな大会が行われる。かすみ果穂はこれをやるためにだけ来ている。ダブルスやノーハンド大会などもある。＃95はカチンコチンオリンピック、＃98は悲しいスケーベが行われた。#102からシチュエーション大会が始まった。貧乏ユーザーと女優。#107は、外で生活するのが好きな人がまさかの良い香りだったら。次の果穂の回から、設定を募集してエロエチュード大会が行われる。#109は細かい設定の義母。#113は悲しみと憂いの（公園で四股を見られたら）。

#### SワードMワード
- 性癖別に言ってもらいたい台詞を書き込む。F（ふかわりょう）ワードなどもある。

#### 変態フェイストゥーフェイス
- 大和とゲストが向かい合って変態と言い合う、変態の大和の為のコーナー。

#### ♯161成田愛対桃宮ももクリスマス大決戦!SP
- 1万円くれたら大喜利。メニューが色々。
- なりきりゾンビ対決。床をゾンビが這い回った。
- 振り返り胸キュン・いかれたワード対決。持ちギャグを披露してから行った。ブラジリアン・ワックスでスパローズが騒乱した。
- ケツバット対決。ケツバットをされて笛を鳴らさなかったら勝利。
- スタジオの外で大声でえろい事を叫ぶ。ズラサンも叫んでいた。
- 四足徒競走。4足歩行で喫煙室の扉にタッチして戻ってくるまでのタイムを競う。
- 英語対決。英語で会話する。
- 写メ対決。かつてないほどスタジオを広く使った企画。上手く撮った方が勝ち。
- 視聴者からの応援メールも採点対象になった。
- 視聴者作成の登場曲「成田残念音頭」で1ポイント獲得した。
- 桃宮がMVPになる。

#### #181最終回七海なな（くそぶりっこババア）、成田愛（残念、成田で)、桃宮もも（絶対金の亡者）の対決
- 初登場を振り返る。
- 小林さやからのビデオレターをカット。
- 捨て犬対決。掌底。
- 四足徒競走。L字コース往復タイムアタック。
- 今日、私生活が充実していた対決。
- 写メ撮り対決。
- スタジオの外でげすい言葉を大声で叫ぶ
- なりきりゾンビ
- 桃宮ももが2連覇果たして明るく締めくくった。

## ゲスト
- ロータスグループとプライムエージェンシーのAV女優を主に招いている。スパローズが来られない時は、さむらい侍が代役を務める。

神ユキ、井上うらら。
　#114、125、133、139、147、181他、小倉もも（桃宮もも）。
　#54栗林里莉、#56、122近藤郁美、#57蒼井そら、#58松下美香、#60如月冴子、＃63芦名ユリア、#65結城みさ、　#67どぶろっく、高倉陵(三拍子 (お笑いコンビ))、島津健一郎(にじむピンク)。
　#62、128、141、145成田愛2。
　#70、100、108、123、143内村りな。
　瑠未くるみ、石橋ゆう子、辺見麻衣、#79奥野まひる、#80松本まりな。
　#81、#85、#89、109、136星野あかり。
　#84逆転満塁ホームラン、ちずみ。
　#86、#93、116、134、140七海なな。
　#88加藤ツバキ。　#90松本メイ。#91咲田ありな。#92秋野千尋。
　#93さむらい侍（スパローズの代役候補として）。＃95愛沢めぐみ。#96宇佐美まい。
　#97.101、103,、120、124、131緒川凛。
　＃99裕木まゆ。#104小川みちる。＃105桜咲ひな。
　#106、大崎みこと。
　#110、121、130、138,152織田真子。さむらい侍。#111辻くらら。#112、127さくらゆら。
　#115、118、126、129、137大見はるか。
　#117槇原愛菜。119夢乃あいか。
　#132、#140、#144桜井彩。　#135星美りか。
　#144-152、森田の代わりにカピパラ。
　#148,154木下寧々。#149桜庭うれあ。#150谷原ゆき。#151小田エリナ。#153菖蒲るい。
　#143、#146、155。
　#159葉月美音。
　#160江上しほ。2015年年末には♯161成田愛対桃宮ももの対決が行われた。
　#179真田美樹（2016年9月26日)
　#180、桃宮もも。
```
#181最終回。七海なな、成田愛、桃宮もも。
```

- その他は大体かすみ果穂だが、自身をレギュラーだと思ってないので、暇な時しか来ない。2014年夏ごろから本業に専念するので辞めた。(#55、59、64、67、83、94、98、102、107、113ゴ休み(2014/6/26)、他）。2016年からは七海ななが月一レギュラー並みに出ている。
- ゴージャス村上が仕事?で休み#113、124他ほとんど。来られるように月曜日に移ったが嬉しくない模様。ニコジョッキーに出てるもう1人のゴージャスと区別するため、ハズレゴージャスと呼ばれることもある。
- 大和が休み。#125(オーディションでミノも)、他ロケ(ネパール)などで3回ほど。
- 森田が休み。ズラサンも交え変態について語った無料回＃55、ロケでボリビアに3ヶ月程、放置されていて2015年3月頃の#144ー#151など。
- ズラサンの好みは、NAOMIと桃瀬ゆり。

ここからはスパローズが育てたモンスター達。
- 成田愛はゲストの欄に羽田あいと書いてあったので、「残念。成田でごめんね」がキャッチフレーズになった。(#)62、128、141、145、161、181．
- 桃宮ももはファンから「お金もうないよ」との声から「絶対金の亡者」がキャッチフレーズになった。(#)114、125、133、139、147、161、180、181。
- 七海ななは、かすみ果穂が引退したので「二代目モルモット」や「ビジネスブリッコ」「スパローズに汚された女」「大和が操縦してる。」「アーティスト」など。(#)86、#93、116、134、140、178、181．